# Аппелт Пирес, Габриэл
Габриэл Аппелт Пирес (порт.-браз. Gabriel Appelt Pires; род. 18 сентября 1993 года в Рио-де-Жанейро, Бразилия) — бразильский футболист, полузащитник клуба «Пансерраикос».

## Клубная карьера
Габриэл — воспитанник клуба «Резенди». В 2011 году он попал в систему итальянского «Ювентуса», но для получения игровой практики Пирес был оставлен в родном клубе ещё на полгода. 19 января в матче Лиги Кариока против «Васко да Гама» он дебютировал за основной состав «Резенди». 27 марта в поединке против «Макаэ» Габриэл забил свой первый гол за клуб. Летом 2012 года после возвращения в «Ювентус» Пирес был отдан в аренду в «Про Верчелли». 9 сентября в матче против «Ливорно» он дебютировал в итальянской Серии B. 25 сентября в поединке против «Бари» Габриэл забил свой первый гол за «Про Верчелли».
Летом 2013 года Пирес на правах аренды перешёл в «Специю». 14 сентября в матче против «Кротоне» он дебютировал за новый клуб.
Летом 2014 года Габриэл на правах аренды присоединился к «Пескаре». 30 августа в матче против «Трапани» он дебютировал за новую команду. В начале 2015 года Пирес был отдан в аренду в «Ливорно». В матче против «Брешии» он дебютировал за новый клуб. 7 марта в поединке против «Тернаны» Габриэль забил свой первый гол за «Ливорно». Летом того же года Пирес перешёл в испанский «Леганес» на правах аренды. 6 сентября в матче против «Сарагосы» он дебютировал в испанской Сегунде. 17 октября в поединке против «Жироны» Габриэл забил свой первый гол за «Леганес». По итогам сезона он помог клубу выйти в элиту, а руководство команды приняло решение о выкупе трансфера игрока у «Ювентуса». Сумма трансфера составила 1 млн евро. 22 августа в матче против «Сельты» он дебютировал в Ла Лиге.
Летом 2018 года Габриэл перешёл в лиссабонскую «Бенфику», подписав контракт на 5 лет. Сумма трансфера составила 10 млн евро.

## Достижения
- Чемпион Португалии: 2018/19
- Обладатель Суперкубка Португалии: 2019